# HM Водолея
HM Водолея (лат. HM Aquarii), HD 213985 — двойная затменная переменная звезда (E:) в созвездии Водолея на расстоянии приблизительно 2136 световых лет (около 655 парсеков) от Солнца. Видимая звёздная величина звезды — от +9,4m до +8,72m.

## Характеристики
Первый компонент — белый гигант спектрального класса A0III. Эффективная температура — около 7633 К.